# I Am Michael
I Am Michael is een Amerikaanse film uit 2015, geregisseerd door Justin Kelly en is gebaseerd op het boek My Ex-Gay Friend van Benoit Denizet-Lewis. De film ging in wereldpremière op 29 januari op het Sundance Film Festival.

## Verhaal
Michael Glatze, een homorechtenadvocaat, schokt zijn vrienden en kennissen wanneer hij in 2007 publiekelijk afstand doet van zijn homoseksualiteit. In de film wordt gezocht naar de reden van deze verandering.

## Rolverdeling
| Acteur         | Personage      |
| -------------- | -------------- |
| James Franco   | Michael Glatze |
| Zachary Quinto | Bennett        |
| Emma Roberts   | Rebekah Fuller |